# Вдовин, Валентин Петрович
Валенти́н Петро́вич Вдо́вин (25 мая 1927, Павловский Посад — 24 июня 2015, Москва) — советский дипломат, чрезвычайный и полномочный посол.

## Биография
Окончил Московский государственный институт международных отношений (МГИМО) МИД СССР (1949).
- В 1951—1955 годах — представитель СССР в Секретариате Международного союза студентов.
- В 1955—1958 годах — представитель СССР в Секретариате Всемирной организации демократической молодёжи.
- В 1959—1965 годах — советник по вопросам культуры Посольства СССР во Франции.
- С 21 мая 1965 по 29 июля 1969 года — чрезвычайный и полномочный посол СССР в Чаде[1].
- В 1969—1972 годах — сотрудник центрального аппарата МИД СССР.
- С 14 октября 1972 по 4 декабря 1976 года — чрезвычайный и полномочный посол СССР в Лаосе[2].
- В 1976—1980 годах — сотрудник центрального аппарата МИД СССР.
- С 17 июля 1980 по 30 декабря 1982 года — чрезвычайный и полномочный посол СССР в Мозамбике[3].
- С 17 декабря 1982 по 22 октября 1987 года — чрезвычайный и полномочный посол СССР в Португалии[4].
- С 1987 года до выхода в отставку — начальник Консульского управления (член Коллегии МИД).

Похоронен в Москве на Троекуровском кладбище.